# Andreas Frølund
Andreas Frølund (født 5. maj 1669 i Verpinge i Skåne, død 1. november 1731) var en dansk professor.
Faderen, Michael Frølund, var på den tid forvalter ved Lunds Domkirkes gods (senere blev han byfoged i Nexø og Aakirkeby på Bornholm). Efter fredslutningen 1679 flyttede Andreas Frølund med forældrene til København, kom i Københavns Skole, deponerede der fra 1689 og blev huslærer hos professor Cosmus Bornemann; til denne familie blev han fra den tid nøje knyttet. Han tog attestats 1692 og blev magister 1696. I 5 år var han alumn på Borchs Kollegium. Han fik tilbud så vel om Slagslunde og Ganløse Sognekald i Sjælland som om rektoratet på Herlufsholm, men afslog begge tilbud i håb om, at han ved snarlig vakance i Sorø ved biskop Henrik Bornemanns protektion skulle opnå rektorpladsen der. Håbet slog heller ikke fejl, i det han 1700 blev ansat som hjælper hos den gamle rektor Aqvilinus i Sorø, og 1 1/2 år efter (1702) succederede han ham ved hans død. Han blev dog ikke længe i Sorø, da han allerede 1705 blev rektor i København, hvor skolen var kommen i ynkelig forfatning. I 1708 blev han tillige professor ved universitetet, først i metafysik, senere i hebraisk. 1720-21 var han universitetets rektor. Foruden akademiske disputatser har man af ham en revideret udgave af Jersins latinske grammatik og et udførligt sørgeprogram i folio over rektor i Roskilde, magister Peder Schade (Schadæana Metamorphosis, 1712). I sit sidste leveår var han stadig syg, og skolegerningen måtte besørges af en anden.